# Droga międzynarodowa T14
Droga międzynarodowa T14 – byłe oznaczenie drogi w Polsce, prowadzącej z Drobina przez Glinojeck, Ciechanów, Maków Mazowiecki i Różan do Ostrowi Mazowieckiej. 
Droga T14 stanowiła bezpośrednie połączenie dróg międzynarodowych T81 i E81 oraz dróg państwowych nr 183 i 11 z drogą międzynarodową E12. Istniała w latach 70. i 80. XX wieku. Oznaczenie T14 zlikwidowano w lutym 1986 roku, w wyniku reformy sieci drogowej. Obecnie z dawną trasą pokrywa się droga krajowa nr 60.

## Historyczny przebieg T14
- województwo płockie
  - Drobin  T81   108
- województwo ciechanowskie
  - Raciąż
  - Glinojeck  10  E81 
  - Ciechanów
  - Gołymin-Ośrodek
- województwo ostrołęckie
  - Maków Mazowiecki  183 
  - Różan  11 
  - Włocławek  167 
  - Ostrów Mazowiecka  12  E12